# Championnats d'Afrique d'aviron
Les Championnats d'Afrique d'aviron sont une compétition d'aviron où s'affrontent les représentants des pays africains dans le cadre d’un certain nombre d’épreuves.

## Éditions
| N° | Édition | Ville hôte  | Pays hôte      | Dates                       |
| -- | ------- | ----------- | -------------- | --------------------------- |
| 1  | 1993    | Le Caire    | Égypte         | Décembre                    |
| 2  | 1995    |             | Afrique du Sud | Mars                        |
| 3  | 1998    | Le Caire    | Égypte         | Décembre                    |
| 4  | 2000    | Pretoria    | Afrique du Sud | Mars                        |
| 5  | 2002    | Le Caire    | Égypte         | Octobre                     |
| 6  | 2005    | Tunis       | Tunisie        | 24-25 septembre             |
| 7  | 2010    | Tunis       | Tunisie        | 1-3 juillet,                |
| 8  | 2012    | Alexandrie, | Égypte         | 30 novembre-2 décembre 2012 |
| 9  | 2013    | Tunis       | Tunisie        | 1-4 octobre                 |
| 10 | 2014    | Tipaza      | Algérie        | 16-18 octobre               |
| 11 | 2015    | Tunis       | Tunisie        | 9-11 octobre                |
| 12 | 2017    | Tunis       | Tunisie        | 20-22 octobre               |
| 13 | 2019    | Tunis       | Tunisie        | 14-16 octobre               |
| 14 | 2022    | El-Alamein  | Égypte         | 16-18 décembre              |
| 15 | 2023    | Tunis       | Tunisie        | 23-26 octobre               |
| 16 | 2024    | El-Alamein  | Égypte         | 8-11 novembre               |